# Vierhuizen (Súdwest-Fryslân)
Pour les articles homonymes, voir Vierhuizen.
Vierhuizen, en frison Fjouwerhuzen, est un hameau situé dans la commune néerlandaise de Súdwest Fryslân, dans la province de la Frise.